# Wild Thoughts
Wild Thoughts is een nummer van de Amerikaanse muzikant DJ Khaled, ingezongen door de Barbadiaanse zangeres Rihanna en de Amerikaanse zanger Bryson Tiller.
De gitaarriffs in "Wild Thoughts" zijn gesampeld uit Maria Maria van Santana en Wyclef Jean. Carlos Santana vond het een grote eer dat zijn plaat gesampled werd door DJ Khaled. "Wild Thoughts" werd wereldwijd een grote hit, goed voor top 10- en nummer 1-noteringen in diverse landen. In de Amerikaanse Billboard Hot 100 haalde het de 2e positie. In de Nederlandse Top 40 bereikte het nummer de 6e positie, en in de Vlaamse Ultratop 50 de 5e.